# Palorus ratzeburgii
Palorus ratzeburgii – gatunek chrząszcza z rodziny czarnuchowatych i podrodziny Tenebrioninae.

## Taksonomia
Gatunek ten opisany został po raz pierwszy w 1848 roku przez Ottona Ludwiga Wissmanna na łamach „Stettiner Entomologische Zeitung” pod nazwą Hypophloeus ratzeburgii.

## Morfologia
Chrząszcz o wydłużonym, dość płaskim ciele długości od 2,8 do 3 mm. Ubarwienie ma rdzawobrązowe do ciemnobrązowego, wyraźnie połyskujące.
Głowa jest w zarysie kwadratowa, pośrodku rzadziej niż u P. depressus punktowana. Trochę wypukły nadustek jest skąpo pokryty drobnymi, ale wyraźnymi punktami. Okrągłe wgłębienia oddzielające go od policzków nie dochodzą do jego przedniej krawędzi. Policzki są krótsze i węższe niż u P. subdepressus i występami dochodzą tylko do przednich krawędzi oczu, nie zasłaniają więc ich. Na czole obecny jest kwadratowy wcisk.
Przedplecze jest w zarysie prawie kwadratowe, nieznacznie ku przodowi rozszerzone, o punktach płytkich i rozstawionych na dystanse niemal dwukrotnie większe niż ich średnice. Krawędzie boczne i tylna są wyraźnie obrzeżone listewką. Pokrywy mają międzyrzędy pozbawione mikrorzeźby i w niemal niewidoczny sposób punktowane.

## Ekologia i występowanie

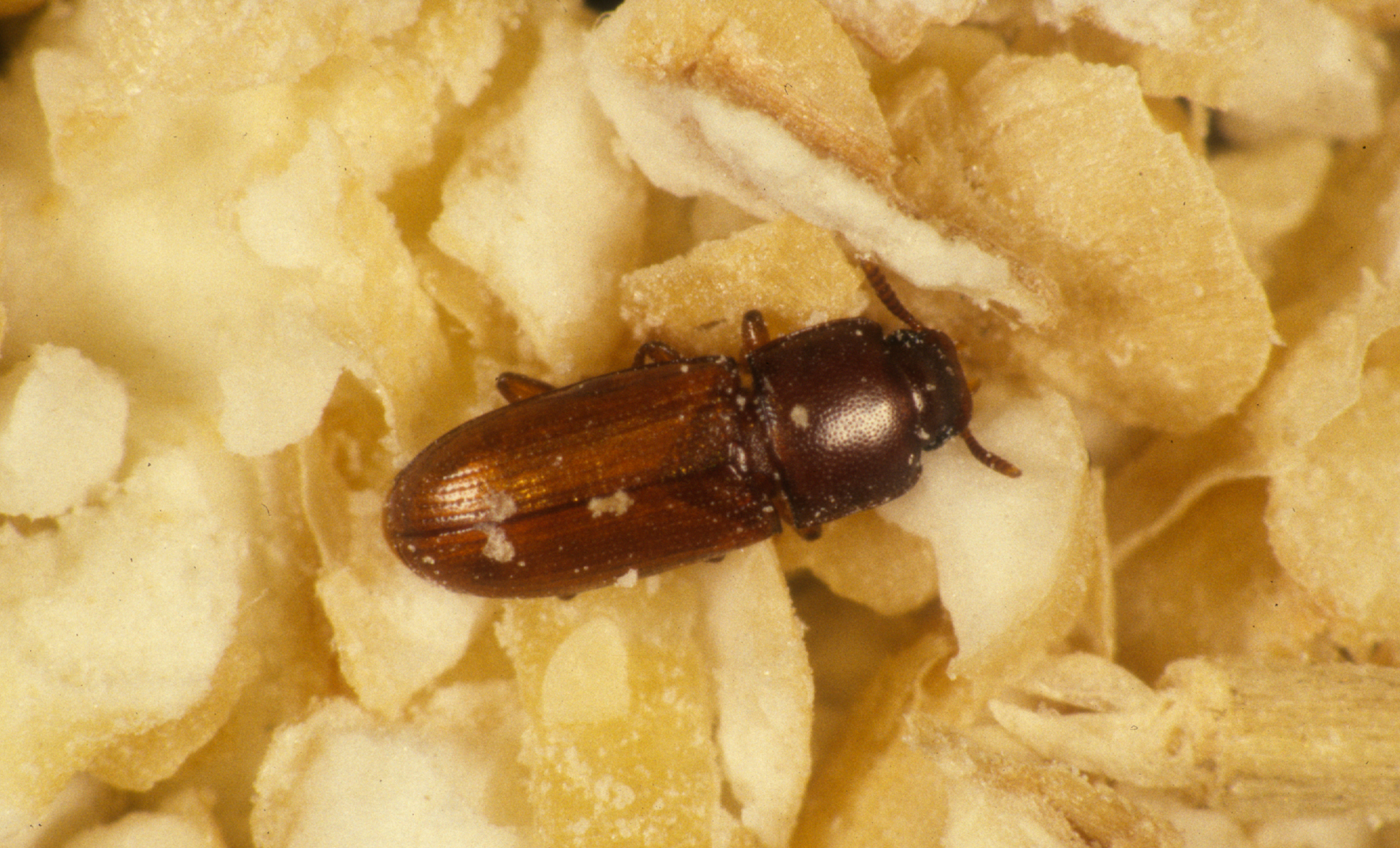
Imago w środowisku synantropijnym

W warunkach naturalnych owad saproksyliczny, bytujący pod murszejącą korą starych, zasiedlonych przez grzyby drzew liściastych, zwłaszcza buków. W warunkach synantropijnych spotykany jest w składach, spichrzach, magazynach, młynach i piekarniach, gdzie żeruje na zbożu i jego przetworach.
Gatunek wskutek rozwlekania z produktami spożywczymi współcześnie kosmopolityczny. W Europie znany jest z Hiszpanii, Irlandii, Wielkiej Brytanii, Francji, Belgii, Holandii, Luksemburga, Niemiec, Szwajcarii, Austrii, Włoch, Danii, Szwecji, Polski, Czech, Słowacji, Węgier, Białorusi, Ukrainy, Słowenii, Chorwacji i Grecji, w palearktycznej Afryce z Azorów, Wysp Kanaryjskich, Madery, Maroka i Egiptu, a w palearktycznej Azji z anatolijskiej części Turcji, Syrii, Izraela, Iraku, Gruzji, Armenii, dalekowschodniej części Rosji, Chin i Japonii.